# Persone di nome Raimondo
| Questa pagina contiene informazioni ricavate automaticamente dalle voci biografiche con l'ausilio del template Bio e di un bot. L'aggiornamento è periodico e automatico e ricostruisce completamente la pagina. Se manca una persona in questa lista, sei pregato di non aggiungerla, ma accertati piuttosto che la sua voce biografica contenga il template Bio e che i dati anagrafici siano correttamente compilati. Se il template Bio manca, inseriscilo tu stesso o, in alternativa, metti l'avviso {{tmp\|Bio}} che ne segnala la mancanza. Se i dati riportati sono sbagliati, correggi direttamente la voce biografica; le modifiche saranno visibili in questa lista entro pochi giorni. Per chiarimenti vedi il progetto antroponimi. La lista contiene solo le 158 persone che sono citate nell'enciclopedia e per le quali è stato implementato correttamente il template Bio. Pagina aggiornata al 22 lug 2025. |

Questa è una lista di persone presenti nell'enciclopedia che hanno il nome Raimondo, suddivise per attività principale.

## Allenatori di calcio(1)
- Raimondo Ponte, allenatore di calcio e ex calciatore svizzero (Windisch, n. 1955)

## Allenatori di pallacanestro(1)
- Raimondo Vecchi, allenatore di pallacanestro italiano

## Apneisti(1)
- Raimondo Bucher, apneista italiano (Gödöllő, n. 1912 - Roma, † 2008)

## Architetti(1)
- Raimondo D'Aronco, architetto italiano (Gemona del Friuli, n. 1857 - San Remo, † 1932)

## Arcivescovi cattolici(2)
- Raimondo di Toledo, arcivescovo cattolico francese († 1152)
- Raimondo di Canillac, arcivescovo cattolico, religioso e cardinale francese (Canilhac - Avignone, † 1373)

## Artigiani(1)
- Raimondo Zanfogni, artigiano e santo italiano (Piacenza - Piacenza, † 1200)

## Attori(3)
- Umberto Melnati, attore italiano (Livorno, n. 1897 - Roma, † 1979)
- Raimondo Van Riel, attore e truccatore italiano (Roma, n. 1881 - Mentana, † 1962)
- Raimondo Vianello, attore, comico e conduttore televisivo italiano (Roma, n. 1922 - Milano, † 2010)

## Avvocati(2)
- Raimondo Milia, avvocato, politico e dirigente sportivo italiano (Lanusei, n. 1923 - Sassari, † 2019)
- Raimondo Ricci, avvocato, politico e partigiano italiano (Roma, n. 1921 - Genova, † 2013)

## Botanici(1)
- Raimondo Tominz, botanico e entomologo italiano (Gorizia, n. 1822 - Trento, † 1906)

## Briganti(1)
- Raimondo Sferlazza, brigante italiano (Grotte)

## Calciatori(2)
- Raimondo Mulinaris, calciatore italiano (Udine, n. 1903 - Udine, † 1982)
- Raimondo Taucar, calciatore italiano (Duino, n. 1925)

## Cardinali(2)
- Raimondo Capizucchi, cardinale italiano (Roma, n. 1615 - Roma, † 1691)
- Raimondo Guglielmo des Fargues, cardinale francese (Fargues - Tolosa, † 1346)

## Cavalieri(1)
- Raimondo D'Inzeo, cavaliere italiano (Poggio Mirteto, n. 1925 - Roma, † 2013)

## Chirurghi(1)
- Raimondo Borsellino, chirurgo e politico italiano (Cattolica Eraclea, n. 1905 - Agrigento, † 1998)

## Ciclisti su strada(1)
- Raimondo Vairetti, ex ciclista su strada italiano (Morbegno, n. 1965)

## Compositori(1)
- Raimondo Boucheron, compositore e musicologo italiano (Torino, n. 1800 - Milano, † 1876)

## Danzatori(1)
- Raimondo Todaro, ballerino e personaggio televisivo italiano (Catania, n. 1987)

## Diplomatici(1)
- Raimondo Manzini, diplomatico italiano (Bologna, n. 1913 - Wimbledon, † 2010)

## Dirigenti sportivi(3)
- Raimondo Flores, dirigente sportivo italiano (Cagliari, n. 1876 - Padova, † 1927)
- Raimondo Lanza di Trabia, dirigente sportivo, diplomatico e militare italiano (Arcellasco, n. 1915 - Roma, † 1954)
- Raimondo Marino, dirigente sportivo, allenatore di calcio e ex calciatore italiano (Messina, n. 1961)

## Esoteristi(1)
- Raimondo di Sangro, esoterista, inventore e anatomista italiano (Torremaggiore, n. 1710 - Napoli, † 1771)

## Esploratori(1)
- Raimondo Franchetti, esploratore italiano (Firenze, n. 1889 - Almaza, † 1935)

## Fagottisti(1)
- Raimondo Inconis, fagottista italiano (San Gavino Monreale, n. 1959)

## Filosofi(1)
- Raimondo Lullo, filosofo, scrittore e teologo spagnolo (Palma di Maiorca, n. 1232 - Mar Mediterraneo, † 1316)

## Francescani(1)
- Raimondo Gaufridi, francescano francese († 1310)

## Generali(2)
- Raimondo de Cardona, generale spagnolo (Bellpuig, n. 1467 - Napoli, † 1522)
- Raimondo Montecuccoli, generale, politico e scrittore italiano (Montecuccolo, n. 1609 - Linz, † 1680)

## Geologi(1)
- Raimondo Selli, geologo e oceanografo italiano (Bologna, n. 1916 - Bologna, † 1983)

## Giornalisti(1)
- Raimondo Manzini, giornalista e politico italiano (Lodi, n. 1901 - Roma, † 1988)

## Giuristi(1)
- Raimondo Lupi, giurista e diplomatico italiano (Soragna, n. 1409 - Milano, † 1484)

## Imprenditori(1)
- Raimondo Targetti, imprenditore e politico italiano (Firenze, n. 1869 - Milano, † 1942)

## Incisori(1)
- Raimondo Faucci, incisore e disegnatore italiano (Firenze)

## Ingegneri(1)
- Raimondo Pasquino, ingegnere e politico italiano (Santa Caterina dello Ionio, n. 1943)

## Mafiosi(1)
- Raymond Patriarca Jr., mafioso statunitense (Providence, n. 1945)

## Militari(1)
- Raimondo Scintu, militare italiano (Guasila, n. 1889 - Roma, † 1968)

## Missionari(1)
- Raimondo Bergamin, missionario e vescovo cattolico italiano (Piazzola sul Brenta, n. 1910 - Parma, † 1991)

## Montatori(1)
- Raimondo Crociani, montatore italiano (Roma, n. 1946 - Santa Margherita di Belice, † 2023)

## Nobili(30)
- Raimondo d'Annecchino, nobile e condottiero italiano (Lanciano)
- Raimondo Caldora, nobile e condottiero italiano (Castel del Giudice)
- Raimondo Folch VI de Cardona, nobile († 1320)
- Raimondo Doria, nobile italiano (Corsica - Vienna, † 1836)
- Raimondo Moncada, nobile e vescovo cattolico italiano (San Pier di Monforte, n. 1736 - Patti, † 1813)
- Raimondo Orsini del Balzo, nobile e condottiero italiano (Taranto - Taranto, † 1406)
- Raimondo Peralta, nobile, militare e politico italiano (Palermo, † 1349)
- Raimondo Caldora, nobile e condottiero italiano († 1449)
- Ramon Folch I de Cardona, nobile (Maldà, † 1086)
- Raimondo Folch V de Cardona, nobile († 1276)
- Raimondo Folch IV de Cardona, nobile († 1241)
- Raimondo I di Baux, nobile francese (n. 1075 - Barcellona, † 1149)
- Raimondo I di Cardona, nobile
- Raimondo Folch II de Cardona, nobile († 1151)
- Raimondo I di Bigorre, nobile franco
- Raimondo II di Bigorre, nobile franco († 1080)
- Raimondo I di Narbona, nobile franco
- Raimondo II di Narbona, nobile franco
- Raimondo I di Pallars e Ribagorza, nobile spagnolo
- Raimondo II di Pallars, nobile spagnolo
- Raimondo II di Ribagorza, nobile spagnolo
- Raimondo III di Pallars Jussà, nobile spagnolo
- Raimondo IV di Pallars Jussà, nobile spagnolo
- Raimondo V di Pallars Jussà, nobile spagnolo († 1177)
- Raimondo Ruggero I di Pallars Sobirà, nobile spagnolo
- Raimondo Ruggero II di Pallars Sobirà, nobile spagnolo
- Raimondo Sammartino Ramondetto, nobile e politico italiano (Catania - Catania, † 1842)
- Raimondo Ruggero Trencavel, nobile francese (n. 1185 - Carcassonne, † 1209)
- Raimondo di Baux, nobile (n. 1193 - † 1236)
- Raimondo del Balzo, nobile italiano († 1375)

## Partigiani(1)
- Raimondo Saverino, partigiano italiano (Licata, n. 1923 - Borzonasca, † 1944)

## Patriarchi cattolici(1)
- Raimondo della Torre, patriarca cattolico italiano († 1299)

## Pittori(6)
- Raimondo Butera, pittore italiano (San Cataldo, n. 1786 - † 1842)
- Raimondo Cardelli, pittore italiano (Marsiglia, n. 1938 - Lucca, † 2008)
- Raimondo Epifanio, pittore italiano (Napoli, n. 1440 - † 1482)
- Raimondo Manzini, pittore italiano (n. 1668 - † 1744)
- Raimondo Pontecorvo, pittore italiano (Roma, n. 1854 - Monza, † 1929)
- Raimondo Sirotti, pittore italiano (Bogliasco, n. 1934 - Bogliasco, † 2017)

## Poeti(3)
- Raimondo Congiu, poeta italiano (Oliena, n. 1762 - Nuoro, † 1813)
- Raimondo Piras, poeta italiano (Villanova Monteleone, n. 1905 - † 1978)
- Raimondo Piredda, poeta e scrittore italiano (Iglesias, n. 1916 - Carbonia, † 1980)

## Politici(11)
- Raimondo Brenna, politico e giornalista italiano (Treviso, n. 1833 - Roma, † 1905)
- Raimondo Collodoro, politico italiano (Caltanissetta, n. 1918 - Caltanissetta, † 2003)
- Raimondo Fassa, politico italiano (Busto Arsizio, n. 1959)
- Raimondo Galuppo, politico e dirigente sportivo italiano (Adria, n. 1946 - Adria, † 2025)
- Raimondo Garau, politico e giurista italiano (Arbus - Genova, † 1824)
- Rudy Maira, politico italiano (San Cataldo, n. 1946)
- Raimondo Orrù Lilliu, politico italiano (n. 1795 - † 1876)
- Raimondo Palermo, politico italiano
- Raimondo Rizzu, politico italiano (Sassari, n. 1930 - Sassari, † 2015)
- Raimondo Sala, politico italiano (Frugarolo, n. 1890 - Roma, † 1956)
- Raimondo Zoccola, politico italiano

## Presbiteri(2)
- Raimondo Viale, presbitero italiano (Limone Piemonte, n. 1907 - † 1984)
- Raimondo del Balzo di Presenzano, presbitero italiano (Napoli, n. 1898 - Roma, † 1969)

## Principi(4)
- Raimondo Rupeno, principe francese (n. 1199)
- Raimondo Berengario d'Andria, principe (n. 1280 - Napoli, † 1305)
- Raimondo Berengario d'Aragona, principe (n. 1308 - † 1366)
- Raimondo Garcés di Navarra, principe (Saragozza)

## Registi(1)
- Raimondo Del Balzo, regista e sceneggiatore italiano (Roma, n. 1939 - Roma, † 1995)

## Religiosi(7)
- Raimondo Illa Salvia, religioso spagnolo (Bellvís, n. 1912 - Barbastro, † 1936)
- Raimondo Martí, religioso spagnolo (Subirats - Barcellona)
- Raimondo Nonnato, religioso e santo spagnolo (Portell - Cardona, † 1240)
- Raimondo Novich Rabionet, religioso spagnolo (La Cellera de Ter, n. 1913 - Barbastro, † 1936)
- Raimondo da Capua, religioso italiano (Capua - Norimberga, † 1399)
- Raimondo di Montfort, religioso e cardinale francese (Tolosa - Barcellona, † 1339)
- Raimondo di Fitero, religioso spagnolo (Ciruelos, † 1163)

## Scultori(1)
- Raimondo Rimondi, scultore e pittore italiano (San Pietro in Casale, n. 1922 - Bologna, † 2007)

## Slittinisti(1)
- Raimondo Prinoth, slittinista italiano (Ortisei, n. 1944 - † 2006)

## Sovrani(3)
- Raimondo di Borgogna, sovrano (Grajal, † 1107)
- Raimondo II di Rouergue, sovrano franco († 961)
- Raimondo III di Rouergue, sovrano franco († 1008)

## Statistici(1)
- Raimondo Cagiano de Azevedo, statistico e economista italiano (Roma, n. 1942 - Roma, † 2025)

## Storici(6)
- Raimondo Annecchino, storico, scrittore e politico italiano (Pozzuoli, n. 1874 - Napoli, † 1954)
- Raimondo Carta Raspi, storico e editore italiano (Oristano, n. 1893 - Cagliari, † 1965)
- Raimondo Craveri, storico, politico e antifascista italiano (Torino, n. 1912 - Roma, † 1992)
- Raimondo Guarini, storico, archeologo e epigrafista italiano (Mirabella Eclano, n. 1765 - Napoli, † 1852)
- Raimondo Luraghi, storico e partigiano italiano (Milano, n. 1921 - Torino, † 2012)
- Raimondo di Aguilers, storico francese

## Terroristi(1)
- Raimondo Etro, ex terrorista italiano (Roma, n. 1957)

## Trovatori(2)
- Barrale di Marsiglia, trovatore francese († 1192)
- Raimondo VI di Tolosa, trovatore francese (Saint-Gilles, n. 1156 - Tolosa, † 1222)

## Umanisti(1)
- Raimondo Cunich, umanista, grecista e latinista italiano (Ragusa, n. 1719 - Roma, † 1794)

## Velisti(1)
- Raimondo Cappa, velista italiano (Napoli, n. 1953)

## Vescovi cattolici(6)
- Raimondo Bianchi, vescovo cattolico italiano (Velate - Brescia, † 1362)
- Raimondo Jaffei, vescovo cattolico italiano (Bagnaia, n. 1847 - Forlì, † 1932)
- Raimondo de Mausaco, vescovo cattolico e francescano francese (Marsiglia - † 1336)
- Raimondo Recrosio, vescovo cattolico italiano (Vercelli, n. 1657 - Bolena, † 1732)
- Raimondo Rubí, vescovo cattolico spagnolo (Barcellona, n. 1665 - Catania, † 1729)
- Raimondo, vescovo cattolico italiano († 1173)

## Senza attività specificata(25)
- Raimondo Malatesta, italiano († 1492)
- Raimondo di Poitiers, cavaliere medievale francese († 1149)
- Raimondo Ruggero di Foix, conte (Mirepoix, † 1223)
- Raimondo IV di Tripoli, cavaliere medievale francese († 1199)
- Raimondo IV, conte di Tolosa, conte († 978)
- Raimondo di Cerdanya, conte († 1068)
- Raimondo Folch III de Cardona, duca († 1176)
- Raimondo I di Tolosa, conte
- Raimondo II di Tolosa, conte († 924)
- Raimondo II di Tripoli, conte († 1152)
- Raimondo III di Tolosa, conte († 972)
- Raimondo III di Tripoli, cavaliere medievale francese (n. 1140 - Tripoli, † 1187)
- Raimondo IV di Tolosa, cavaliere medievale francese (Tolosa - Terra santa, † 1105)
- Raimondo V di Tolosa, conte (n. 1134 - Nîmes, † 1194)
- Raimondo VII di Tolosa, conte (Beaucaire, n. 1197 - Millau, † 1249)
- Raimondo Berengario I di Barcellona, conte (n. 1023 - Barcellona, † 1076)
- Raimondo Berengario II di Barcellona, conte (n. 1054 - Sant Feliu de Buixalleu, † 1082)
- Raimondo Berengario II di Provenza, conte (n. 1140 - Nizza, † 1166)
- Raimondo Berengario III di Barcellona, conte (Rodez, n. 1082 - Barcellona, † 1131)
- Raimondo Berengario III di Provenza, conte (n. 1158 - Montpellier, † 1181)
- Raimondo Berengario IV di Barcellona, conte (Rodez, n. 1113 - Borgo San Dalmazzo, † 1162)
- Raimondo Berengario IV di Provenza, conte (Aix-en-Provence, † 1245)
- Raimondo Borrell di Barcellona, conte (n. 972 - † 1017)
- Raimondo Ponzio I di Tolosa, conte
- Raimondo II di Baux, conte francese (n. 1264 - † 1321)